# 曹羁
曹羁（?—?），姬姓，名羁，曹庄公的儿子。曹庄公三十一年（前670年），曹庄公去世，其子曹僖公夷继位。冬天，戎侵曹国，曹羁出奔陈国。《谷梁传》认为，曹羁死于前688年。